# SV Borussia-Preußen Stettin
SV Borussia-Preußen Stettin was een Duitse voetbalclub uit de Pommerse stad Stettin, dat tegenwoordig het Poolse Szczecin is.

## Geschiedenis
De club ontstond in 1937 door een fusie tussen 1. Stettiner Borussia-Poseidon en SC Preußen Stettin. Borussia-Poseidon had tot dan toe nog geen noemenswaardige resultaten behaald. Preußen speelde wel al jaren in de Gauliga Pommern, de hoogste klasse. De fusieclub ging van start in het eerste seizoen dat de Gauliga niet opgedeeld was in een regio oost en west en slechts tien clubs telde.
In het eerste seizoen werd de club zesde, het volgende seizoen degradeerde de club. Na één jaar afwezigheid promoveerde de club weer, maar werd opnieuw laatste. De club keerde nog terug voor het seizoen 1944/45, maar dat werd door de verwikkelingen in de Tweede Wereldoorlog al na drie wedstrijden gestaakt.
Na het einde van de oorlog werden alle Duitse voetbalclubs ontbonden, Stettin werd nu een Poolse stad en de club hield op te bestaan.